# 新鬼武者
《新鬼武者》是在2006年1月26日由卡普空推出的一款PlayStation 2動作遊戲。

## 系統
鬼武者系列將一閃系統大幅改善，一閃系統更完善，令動作性大增
- 一閃
- 彈一閃
- 溜一閃
- 蓄力一閃
- 連鎖一閃

集氣是鬼武者2新引入的系統
- 集氣攻擊

十連斬是鬼武者3的系統
- 十連斬
- 從者系統

可隨時換人物作戰

## 故事大綱
西元1596年，豐臣秀吉，位極人臣。某天突然天空綻放紅色的妖星使豐臣秀吉性格大變，開始變成一代暴君讓日本沉倫在黑暗之中在大阪堺城的夜晚，兩個神祕人在屋頂戰鬥，其中一人為豐臣秀吉的部下石田三成，另一位為比睿山僧侶－南光坊天海，兩人對話中，由此得知幻魔的強大野心。
畫面轉到大阪堺城，突然一陣天崩地烈，20年前的幻魔再次出現，但是在這噩夢之中，一道蒼藍的曙光降臨，這個人一瞬間毀滅幻魔大軍，這個人就是德川家康的次子，人稱灰燼的蒼鬼－結城秀康。
在蒼鬼與柳生茜（柳生十兵衛）、阿初（淀君之妹）、羅伯特（西洋人傳教師）、南光坊天海（紅鬼）得知幻魔的野心，讓幻魔創造神弗丁布拉斯降臨，也得知進行這項計畫的高等三幻魔為庫洛迪亞斯（石田三成）、羅森克蘭茲（路易斯·弗洛伊斯 ）及 歐菲莉亞（淀君）。

## 角色

### 新鬼武者
| 人物            | 配音       |
| 結城秀康        | 楠田敏之   |
| 柳生十兵衛茜    | 野上尤加奈 |
| 南光坊天海      | 石川英郎   |
| 阿初            | 小林沙苗   |
| 羅伯特·弗洛伊斯 | 羽多野涉   |
| 蓑衣吉          | 玉川紗己子 |
| 豐臣秀吉        | 大川透     |
| 石田三成        | 若本規夫   |
| 柳生宗矩        | 藤原啟治   |
| 島左近          | 三宅健太   |
|                 | 橫尾麻里   |
| 路易斯·弗洛伊斯 | 佐藤正治   |